# Leszek Dorosz
Leszek Dorosz (ur. 27 września 1932 w Białej Podlaskiej, zm. 30 marca 2016) – polski trener siatkówki, zdobywca tytułu mistrza Polski z AZS Olsztyn (1973, 1976, 1978) i mistrza Jugosławii z zespołami Mladost Zagrzeb (1981, 1982) i OK Vojvodina Nowy Sad (1988, 1989).

## Kariera sportowa
Studiował na Wydziale Rybackim Wyższej Szkoły Rolniczej w Olsztynie. W 1960 został trenerem AZS Olsztyn, w 1961 wprowadził tę drużynę do II ligi, w 1965 do ekstraklasy. Z olsztyńską drużyną zajął w sezonie 1965/1966 ostatnie miejsce w lidze, ale powrócił do I ligi w 1967. Jego drużyna zajmowała następnie miejsca: 5 (1968), 4 (1969), 5 (1970). W latach 1971–1978 jego drużyna stanęła osiem razy z rzędu na podium mistrzostw Polski, zdobywając w tym czasie trzy tytuły mistrzowskie (1973, 1976, 1978), trzy tytuły wicemistrzowskie (1972, 1974, 1977) i dwa brązowe medale (1971, 1975). Ponadto trzykrotnie zdobywał z zespołem Puchar Polski (1970, 1971, 1972), a w 1978 zajął 2. miejsce w Puchar Europy Zdobywców Pucharów. Po sezonie 1978/1979. w którym zajął z AZS 5. miejsce wyjechał do Jugosławii.
Z zespołem Mladost Zagrzeb zdobył mistrzostwo Jugosławii w 1981 i 1982 oraz Puchar Jugosławii w 1980  1981. W 1983 powrócił do AZS Olsztyn na stanowisko trenera koordynatora, w sezonach 1985/1986 i 1986/1987 ponownie był trenerem I drużyny, z którą jednak w 1987 spadł do II ligi. Następnie został trenerem OK Vojvodina Nowy Sad, z którym zdobył mistrzostwo Jugosławii w 1988 i 1989, a w 1989 zajął 4. miejsce w Pucharze Europy Mistrzów Klubowych. W latach 1989–1991 prowadził słoweńską drużynę Pionir Novo Mesto. Następnie społecznie współpracował z AZS Olsztyn.
W 1978 został wybrany najlepszym akademickim trenerem w Polsce i Olsztynianinem Roku, w 2010 najlepszym trenerem 60-lecia AZS Olsztyn.